# Díaz Ordaz, Sonora
Díaz Ordaz är en ort i Mexiko.   Den ligger i kommunen Cajeme och delstaten Sonora, i den nordvästra delen av landet, 1 400 km nordväst om huvudstaden Mexico City. Díaz Ordaz ligger 65 meter över havet och antalet invånare är 298.
Terrängen runt Díaz Ordaz är platt. Runt Díaz Ordaz är det ganska tätbefolkat, med 78 invånare per kvadratkilometer. Närmaste större samhälle är Ciudad Obregón, 18,7 km nordväst om Díaz Ordaz. Omgivningarna runt Díaz Ordaz är i huvudsak ett öppet busklandskap.